# Yelwa
Yelwa és una ciutat de Nigèria a l'estat de Kebbi, a la vora del riu Níger i l'autopista A. Es troba a la carretera entre Kontagora i Birnin Kebbi. Els reis de Yauri van tenir la capital a Bin Yauri, a 14 km al sud-est. La ciutat és sovint anomenada com a "Yelwa Yauri", perquè és la capital de l'Emirat tradicional de Yauri, a més de ser capçalera d'una àrea de govern local (LGA) la qual té una població (2006) 88.777 habitants. No s'ha de confondre amb la població de Yelwa on va tenir lloc l'anomenada massacre de Yelwa (cristians i musulmans) el 2004 que està a l'estat de Plateau.
En 1888, després d'un període de la guerra civil en què Bin Yauri fou abandonada, Yelwa va ser triada com la nova capital de Yauri. La Royal Niger Company va establir un lloc d'operacions allí en 1896. Els britànics van ocupar la ciutat el 1901.
Encara que una part de Yelwa fou inundada permanentment pel Kainji Lake (embassament al riu Níger) el 1968, la ciutat segueix sent la seu tradicional de l'emirat i el seu més important mercat. Les cebes, arròs i cotó, que es conrea en els voltants extenses planes d'inundació del Níger, són els principals cultius per a l'exportació; però Yelwa també té un considerable comerç de melca, mill, caupí, cacauets, canya de sucre, nous de karité, tabac, nous de cola, pebrots, fesols, peix, bestiar i gallines de Guinea. La majoria dels habitants de la ciutat són musulmans.
L'explorador escocès Mungo Park, el primer occidental que va veure el riu Níger, va morir aquí.